# Invision Power Board
Invision Community（原名为IPB或IP.Board）是世界上最著名的論壇程式之一，由PHP+MySQL架構。IPB 1.X版本是免費的，但2.X版本起開始收費，在新版本的IPB中用了不少AJAX技術。現在有不少的國際公司和機構如美國太空總署、和AMD等都是IPB的顧客，目前在華人社區只有少数論壇採用IPB作為論壇程式。

## 历史
Invision Power Services (IPS) 公司由两位程序设计师 Matt Mechem 和 Charles Warner 于2002年创立，在他们离开Jarvis Entertainment集团 (开发CGI的Ikonboard论坛) 后不久，IPS公司发布了他们的第一个产品 IPB - 这吸引了许多Ikonboard用户的注意。
最初IPS公司倾向于免费给人下载并使用IPB论坛，这举动成就IPB中文市场的热烈发展，得到许许多多的第三方支援,开发中文增强版与各种娱乐插件。但2004年宣布停止IPB免费版本，虽然有将IPB 2.0.0试用版给人免费下载，不过在2004年9月27日推出了功能受限制的试用版 - 限制5000篇文章，1000个主题和200位会员。有了这些动作，IPS公司就终止了IPB论坛永远免费的说法，2005年7月1日，IPB Demo又有新的限制 - 使用时间不超过15天,几个月后，这段时间仅限于几天
而在付费购买IPB正版授权的部份，一开始还有一年授权可以选择，后来停卖
IPB 2.x 正版授权还有一个卖点为终身授权，但是在IPB 4 推出后,IPS公司宣布终身授权只能停留在IPB 3.4，也就是说IPB 4 不会有终身授权的用户
对于IPB产品的名称,从IPB 1.0开始就改来改去,过往的名称有
IPB v1.x 叫做 ibforums、Invision Board，后来改为 Invision Power Board
IPB v2.2 改为 IP.Board
IPB v3.1 再增加为 Community Forum Software by IP.Board
IPB v4.0 开始改为 IPS Community Suite
IPB v4.2 开始从 IPS Community Suite 再度改为 Invision Community

## 链接
- 官方网站*发行说明（页面存档备份，存于）